# Лютый, Василий Фёдорович
Василий Фёдорович Лютый (1918, станица Усть-Лабинская — 16 декабря 1990, Киев) — советский инженер, конструктор и испытатель стрелкового оружия, участник создания автомата Калашникова и переносного зенитно-ракетного комплекса «Стрела».

## Биография
В. Ф. Лютый родился в кубанской станице Усть-Лабинская (ныне город Усть-Лабинск). Его отец, рабочий-строитель и член ревкома, погиб от рук контрреволюционеров еще до рождения сына. В 1932 г., окончив семилетнюю школу, Василий Лютый поступил в ФЗУ, а в 1933 в — Ростовский индустриальный техникум. В 1936 в числе лучших учащихся направлен по комсомольскому набору в Артиллерийскую академию, выдержал большой вступительный конкурс, в мае 1941 г. окончил академию с отличием и получил назначение на Научно-исследовательский полигон стрелкового и миномётного вооружения Главного Артиллерийского управления (НИПСМВО ГАУ), на должность инженера-испытателя. Во время войны участвовал, как ведущий испытатель, в отработке и доводке противотанковых ружей ПТРД и ПТРС, пулемётов СГ-43 и СГМ. При этом роль Лютого не ограничивалась проведением испытаний, совместно с другими сотрудниками полигона он вносил существенные конструкторские усовершенствования в испытываемые образцы. В 1944 г. за эту работу Лютый получил орден «Знак почёта» и денежную премию от Главного маршала артиллерии Н. Н. Воронова.
В 1943 г. В. Ф. Лютый, Н. М. Афанасьев и В. С. Дейкин сконструировали и представили на испытания лёгкий пулемёт ЛАД под пистолетный патрон. На вооружение этот образец принят не был, но его испытания дали ценный материал для дальнейших разработок в области автоматического оружия пехоты.
С 1943 г. Лютый руководил на полигоне работами по созданию оружия под промежуточный патрон обр. 1943 г.: конкурсными испытаниями ручных пулемётов (1943—1944) и автоматов (с апреля 1944). В начале 1945 назначен заместителем председателя Государственной комиссии по войсковым испытаниям отобранных на конкурсе образцов в Средней Азии, и в том же году возглавил испытательное подразделение полигона. За годы войны Лютый выполнил ряд научно-исследовательских работ, в том числе по обобщению опыта применения автоматического стрелкового оружия.
В 1945 г. ГАУ объявило второй конкурс на автомат под патрон обр. 1943 г. Лютый участвовал в разработке технических требований конкурса и затем руководил его проведением. К тому времени на полигоне уже служил М. Т. Калашников, и Лютый был его непосредственным начальником. Калашников подготовил к конкурсу свой образец, оказавшийся неудачным и отвергнутый. Лютый и Дейкин, изучив конструкцию автомата, дали ряд рекомендаций по её изменению. В результате появился тот автомат, который в 1947 г., на втором этапе конкурсных испытаний, был признан победителем.
В 1947 г. Лютого, по состоянию здоровья (он почти потерял слух из-за постоянного участия в стрельбах), перевели на должность учёного секретаря полигона, а в 1948, по приглашению А. А. Благонравова, в московский НИИ-3 Академии артиллерийских наук (Институт баллистики и артиллерийского вооружения). Здесь у В. Ф. Лютого произошел конфликт с начальником отдела генерал-майором М. Ф. Горяиновым. Стараниями последнего Лютого в апреле 1951 г. арестовали, вменили в вину антисоветскую пропаганду и спустя несколько месяцев приговорили к 25 годам лишения свободы и 5 годам поражения в правах с лишением наград и званий (через некоторое время срок сократили до 10 лет). В 1953 г. Лютого перевели из Краслага, с лесоповала в Саянских горах, в Горьковскую область, в особое техническое бюро МВД по проектированию средств механизации лесоразработок, где он занимался инженерной работой. В 1955 г. дело Лютого было пересмотрено, приговор отменён. Лютый получил звание инженер-полковника и вернулся на работу в НИИ-3 (Горяинова из института уже удалили). В 1955—1957 гг. он провёл научную и конструкторскую работу по усовершенствованию автомата Калашникова, результатом которой стал автомат АКМ.
С 1957 г. Лютый занялся разработками в области ракетного оружия, участвовал в создании ПЗРК «Стрела-1» и «Стрела-2». В этот период защитил кандидатскую диссертацию при МВТУ им. Баумана на тему «Кучность боя автомата». В начале 1960-х гг. перешел на преподавательскую работу в Киевском высшем зенитно-ракетном инженерном училище. В 1969 г. уволился из Вооруженных сил, преподавал и занимался научной работой в Киевском политехническом институте, с 1980 по 1990 г. работал в Киевском НИИ Госкомгражданстроя и архитектуры (КЗНИИЭП), где занимался вопросами сейсмостойкости зданий.
В. Ф. Лютый скончался от рака 16 декабря 1990 г.

## В кинематографе
В фильме «Калашников» (2020) роль Василия Лютого исполнил Артур Смольянинов.